# Ctenochira breviseta
Ctenochira breviseta är en stekelart som först beskrevs av Julius Theodor Christian Ratzeburg 1852.  Ctenochira breviseta ingår i släktet Ctenochira och familjen brokparasitsteklar. Inga underarter finns listade i Catalogue of Life.